# Billy le Kid contre Dracula
Pour les articles homonymes, voir Billy the Kid et Dracula (homonymie).
Pour plus de détails, voir Fiche technique et Distribution.
Billy le Kid contre Dracula (Billy the Kid vs. Dracula) est un film américain réalisé par William Beaudine sorti, en 1966.

## Synopsis
Le comte Dracula enlève la propriétaire d'un ranch et alors Billy the kid va sauver cette jeune femme du vampire.

## Fiche technique
- Titre original : Billy the Kid vs. Dracula
- Titre français : Billy le Kid contre Dracula[1]
- Réalisation : William Beaudine
- Scénario :
- Société de production : Embassy Pictures
- Musique : Raoul Kraushaar
- Pays d'origine :  États-Unis
- Lieu de tournage :  États-Unis
- Format : Couleur -  1,85 : 1
- Lieu de tournage : Corriganville, Ray Corrigan Ranch, Simi Valley,  Californie,  États-Unis
- Langue : anglais
- Genre : Horreur
- Durée : 1h13
- Dates de sortie :
  -  États-Unis : 10 avril 1966
  -  France : 1er octobre 1966

## Distribution
- John Carradine : Dracula
- Chuck Courtney : William Bonney, dit « Billy le Kid »
- Richard Reeves : Pete
- Marjorie Bennett : Mary Ann Bentley